# Cast (Medizin)

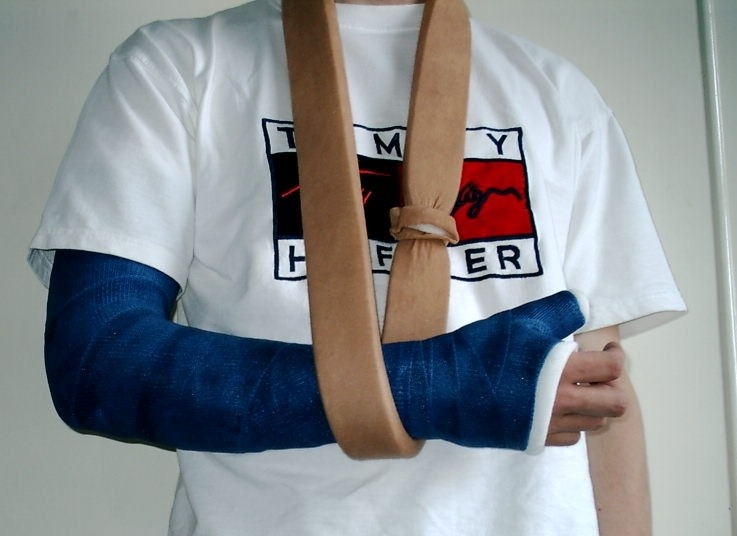
Blauer Oberarmcastverband mit Daumeneinschluss sowie Armschlinge

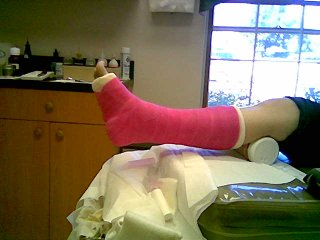
Pinkfarbener Castverband am Unterschenkel

Ein Castverband (Cast bzw. Kunststoffgips genannt) ist ein ruhigstellender Verband, der als Alternative zu Gipsverbänden z. B. im Rahmen der Knochenbruchbehandlung angelegt wird. Die Bezeichnung Cast (englisch Guss) soll die gute Anmodellierbarkeit verdeutlichen. Der Begriff ist ein Pseudoanglizismus, da im Englischen das Wort cast für sämtliche ruhigstellenden Verbände (also Cast und Gipsverband) benutzt wird.
Das dehnbare Trägergewebe besteht aus Glasfasern oder Polyester, das mit einem Kunststoffharz beschichtet ist, welches durch Eintauchen in Wasser (analog zu Gipsbinden) aktiviert wird. In Abhängigkeit von der Wassertemperatur und der Tauchzeit steht nun mehr oder weniger Zeit zur Verfügung, den Verband anzulegen und zu modellieren. Es gibt auch die Variante, dass der Verband trocken angelegt und anschließend durch Benebeln mit Wasser aktiviert wird. In der Regel sind Castverbände nach 30 Minuten ausgehärtet und damit voll belastbar.
In der Erstphase der konservativen Knochenbruch-Behandlung werden zumeist herkömmliche Gipsverbände angelegt, die unmittelbar nach dem Aushärten in Längsrichtung gespalten werden (Spaltgips), um der ruhiggestellten Extremität weiteres Anschwellen zu ermöglichen, welches ansonsten durch einen zirkulär geschlossenen Verband nicht möglich wäre. Nach dem Abschwellen kann dann ein zirkulärer Castverband angelegt werden; daher werden Castverbände oftmals auch als Sekundärverbände bezeichnet.
Umgangssprachlich werden auch Castverbände häufig als Gips bezeichnet, da sich dieser Name für immobilisierende Verbände eingebürgert hat. 

## Vorteile gegenüber Gipsverbänden
- geringeres Gewicht
- schnelleres Aushärten und dadurch sehr frühe Belastbarkeit

- höhere Festigkeit, dadurch weniger Reparaturen bei langen Tragezeiten
- Unempfindlichkeit gegenüber Wasser; mit speziellem Polster- und Unterzugsmaterial ist sogar Duschen und Baden möglich.
- Castbinden sind in vielen bunten Farben und z. T. auch mit Motivaufdrucken erhältlich, was die Akzeptanz der Behandlung besonders bei Kindern fördern soll.

## Nachteile gegenüber Gipsverbänden
- höhere Kosten, daher unrentabel bei Verbänden, die häufig erneuert werden müssen oder nur für wenige Tage getragen werden sollen
- schlechtere Lagerfähigkeit
- Entsorgung problematischer
- raue Oberfläche (Beschädigung der Kleidung)
- möglicherweise allergieauslösende Stoffe; daher vor allem Langzeiteinwirkung beim Pflegepersonal problematisch

Hinsichtlich der medizinischen Wirksamkeit gibt es keine Unterschiede. Damit sind für Arzt und Patient auch die unerwünschten Wirkungen der Ruhigstellung (Immobilisation) unbedingt zu beachten. Dazu zählen unter anderem Thrombosegefahr, Durchblutungsstörungen, Gelenkversteifung, Muskelatrophien.